# لويسفيل سيتي
نادي لويسفيل سيتي (بالإنجليزية: Louisville City)‏ هو نادي كرة قدم أمريكي تأسس في سنة 2014 في كنتاكي، ويلعب حاليا في بطولة الدوري الامريكي.